# Прва влада Атанасија Шоле
Прва влада Анастасија Шоле је била Народна влада покрајине Босна и Херцеговина у Краљевини СХС. Формирана је 1. новембра 1918. и трајала је до 31. јануара 1919. године.

## Састав Владе
| Функција                                      | Слика | Име и презиме         | Странка | Детаљи                                     |
| --------------------------------------------- | ----- | --------------------- | ------- | ------------------------------------------ |
| Председник владе                              |       | Атанасије Шола        |         |                                            |
| повереници                                    |       |                       |         |                                            |
| Повереник за унутрашње послове                |       | Др. Јосо Сунарић      |         |                                            |
| Повереник за правосуђе                        |       | Др. Данило Димовић    |         |                                            |
| Повереник за обрт и трговину, пошту и брзојав |       | Др. Мехмед Спахо      |         |                                            |
| Повереник за пољопривреду и рударство         |       | Вјекослав Јелавић     |         |                                            |
| Повереник за јавне радове и жељезнице         |       | Саво Јелић            |         |                                            |
| Повереник за здравство                        |       | Др. Урош Круљ         |         |                                            |
| Повереник за просвјету и богоштовље           |       | Др. Тугомир Алауповић |         |                                            |
| Повереник за прехрану                         |       | Стево Жакула          |         |                                            |
| Повереник за социјану скрб                    |       |                       |         | резервисано за солијал-демократску странку |